# Pleistodontes

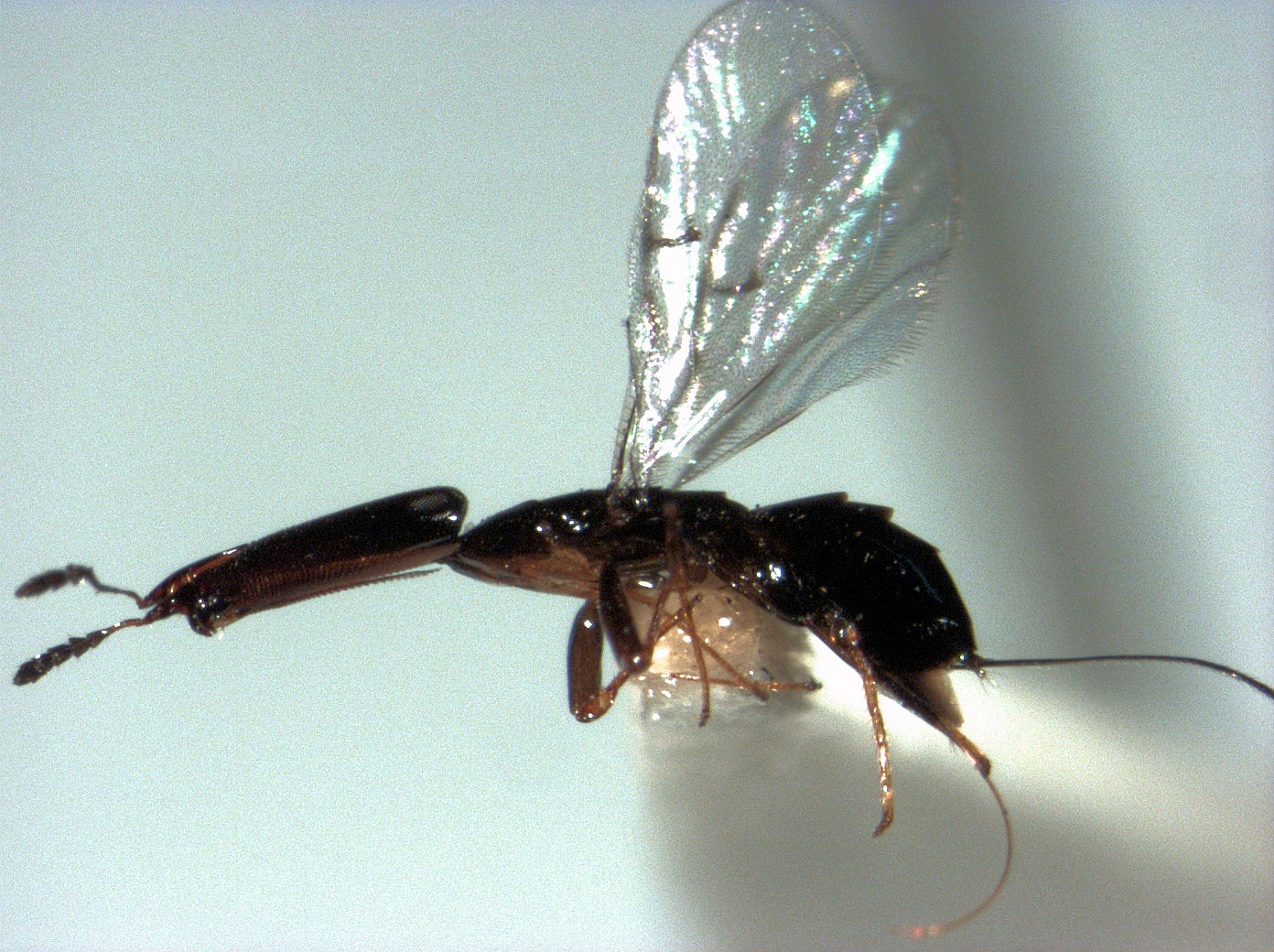
P. froggatti hembra

Pleistodontes  es un género de avispas de los higos de la familia Agaonidae nativo de Australia y Nueva Guinea, con una especie (P. claviger) de Java. Son mutualistas de ciertas especies del género Ficus a las que polinizan. Pleistodontes  poliniza especies de la sección Malvanthera del subgénero Urostigma.
Según la opinión de Carlos Lopez-Vaamonde y sus coautores P. claviger no pertenece en este género.

## Especies
- Pleistodontes addicotti, Wiebes
- Pleistodontes achorus, Lopez-Vaamonde, Dixon & Cook
- Pleistodontes astrabocheilus, Lopez-Vaamonde, Dixon & Cook
- Pleistodontes athysanus, Lopez-Vaamonde, Dixon & Cook
- Pleistodontes blandus, Wiebes
- Pleistodontes claviger, Mayr
- Pleistodontes cuneatus, Wiebes
- Pleistodontes deuterus, Lopez-Vaamonde, Dixon & Cook
- Pleistodontes froggatti, Mayr
- Pleistodontes galbinus, Wiebes
- Pleistodontes greenwoodi, Grandi
- Pleistodontes immaturus, Wiebes
- Pleistodontes imperialis, Saunders
- Pleistodontes longicaudus, Wiebes
- Pleistodontes macrocainus, Lopez-Vaamonde, Dixon & Cook
- Pleistodontes mandibularis, Wiebes
- Pleistodontes nigriventris, Girault
- Pleistodontes nitens, Girault
- Pleistodontes plebejus, Wiebes
- Pleistodontes proximus, Wiebes
- Pleistodontes regalis, Grandi
- Pleistodontes rennellensis, Wiebes
- Pleistodontes rieki, Wiebes
- Pleistodontes rigisamos, Wiebes
- Pleistodontes schizodontus, Lopez-Vaamonde, Dixon & Cook
- Pleistodontes xanthocephalus, Lopez-Vaamonde, Dixon & Cook